# Juan Carlos Unzué
Juan Carlos Unzué Labiano (Pamplona, 22 aprile 1967) è un allenatore di calcio ed ex calciatore spagnolo, di ruolo portiere.

## Carriera

### Calciatore

#### Club
Ha cominciato la propria carriera da calciatore nelle file dell'Osasuna, club della sua città natale. Nel 1988 si è trasferito al Barcellona. Impiegato come riserva di Andoni Zubizarreta, con il club blaugrana ha vinto una Coppa delle Coppe e una Coppa del Re. Nel 1990 si è trasferito al Siviglia. Ha militato nelle file del Siviglia per sette stagioni, disputando un totale di 248 incontri. Nel 1997 è passato al Tenerife. Ha militato nel Tenerife per due stagioni, totalizzando 35 presenze in campionato. Nel 1999 si è trasferito al Real Oviedo. Riserva di Esteban, in due stagioni con il club asturiano non ha disputato alcun incontro in campionato. Dopo la retrocessione del 2001, è tornato all'Osasuna, con cui ha concluso la propria carriera da calciatore nel 2003.

#### Nazionale
Nel 1985 ha partecipato, con la Nazionale Under-20, al Mondiale di categoria.

### Allenatore
Terminata la carriera da calciatore, ha intrapreso quella di allenatore. Dal 2003 al 2010 è stato preparatore dei portieri al Barcellona. Il 17 giugno 2010 è diventato tecnico del Numancia, in Segunda División. Nel 2011 è tornato a rivestire il ruolo di allenatore dei portieri del Barcellona. Il 19 giugno 2012 ha rescisso il proprio contratto con il club blaugrana. Il successivo 21 giugno è diventato allenatore del Racing Santander. L'esperienza con il Racing, però, è molto breve: il 13 agosto 2012 è stato esonerato. Il 13 giugno 2013 è diventato vice di Luis Enrique al Celta Vigo. Il 15 luglio 2014 ha seguito Enrique al FC Barcellona, mantenendo il ruolo di vice-allenatore. Dopo tre stagioni al Barcellona, il 28 maggio 2017 viene ufficializzato come nuovo tecnico del Celta Vigo, con cui ha firmato un contratto biennale. Tuttavia al termine della stagione viene esonerato. Il 13 giugno 2019 è diventato allenatore del Girona. Il successivo 12 ottobre viene esonerato. Il 18 giugno 2020 ha annunciato il proprio ritiro da allenatore a causa della SLA.

## Statistiche

### Giocatore

#### Presenze e reti nei club
| Stagione           | Squadra            | Campionato         | Campionato | Campionato | Coppe nazionali | Coppe nazionali | Coppe nazionali | Coppe continentali | Coppe continentali | Coppe continentali | Altre coppe | Altre coppe | Altre coppe | Totale | Totale | Totale |
| Stagione           | Squadra            | Comp               | Pres       | Reti       | Comp            | Pres            | Reti            | Comp               | Pres               | Reti               | Comp        | Pres        | Reti        | Pres   | Reti   |        |
| ------------------ | ------------------ | ------------------ | ---------- | ---------- | --------------- | --------------- | --------------- | ------------------ | ------------------ | ------------------ | ----------- | ----------- | ----------- | ------ | ------ | ------ |
| 1986-1987          | Osasuna            | PD                 | 8          | -9         | CR              | 1               | -1              | -                  | -                  | -                  | -           | -           | -           | 9      | -10    |        |
| 1987-1988          | Osasuna            | PD                 | 7          | -3         | CR              | 2               | -3              | -                  | -                  | -                  | -           | -           | -           | 9      | -6     |        |
| Totale Osasuna     | Totale Osasuna     | Totale Osasuna     | 15         | -12        |                 | 3               | -4              |                    | -                  | -                  |             | -           | -           | 18     | -16    |        |
| 1988-1989          | Barcellona         | PD                 | 2          | -1         | CR              | 2               | 0               | CDC                | 0                  | 0                  | SCE         | 0           | 0           | 4      | -1     |        |
| 1989-1990          | Barcellona         | PD                 | 3          | -2         | CR              | 0               | 0               | CDC+SC-UEFA        | 0+0                | 0+0                | -           | -           | -           | 3      | -2     |        |
| Totale Barcellona  | Totale Barcellona  | Totale Barcellona  | 5          | -3         |                 | 2               | 0               |                    | 0                  | 0                  |             | 0           | 0           | 7      | -3     |        |
| 1990-1991          | Siviglia           | PD                 | 31         | -35        | CR              | 4               | -7              | UEFA               | 4                  | -4                 | -           | -           | -           | 39     | -46    |        |
| 1991-1992          | Siviglia           | PD                 | 38         | -45        | CR              | 1               | -3              | -                  | -                  | -                  | -           | -           | -           | 39     | -48    |        |
| 1992-1993          | Siviglia           | PD                 | 38         | -44        | CR              | 4               | -2              | -                  | -                  | -                  | -           | -           | -           | 42     | -46    |        |
| 1993-1994          | Siviglia           | PD                 | 37         | -42        | CR              | 5               | -2              | -                  | -                  | -                  | -           | -           | -           | 42     | -44    |        |
| 1994-1995          | Siviglia           | PD                 | 38         | -41        | CR              | 0               | 0               | -                  | -                  | -                  | -           | -           | -           | 38     | -41    |        |
| 1995-1996          | Siviglia           | PD                 | 24         | -39        | CR              | 2               | -3              | UEFA               | 6                  | -7                 | -           | -           | -           | 32     | -49    |        |
| 1996-1997          | Siviglia           | PD                 | 16         | -29        | CR              | 0               | 0               | -                  | -                  | -                  | -           | -           | -           | 16     | -29    |        |
| Totale Siviglia    | Totale Siviglia    | Totale Siviglia    | 222        | -275       |                 | 16              | -17             |                    | 10                 | -11                |             | -           | -           | 248    | -303   |        |
| 1997-1998          | Tenerife           | PD                 | 12         | -12        | CR              | 0               | 0               | -                  | -                  | -                  | -           | -           | -           | 12     | -12    |        |
| 1998-1999          | Tenerife           | PD                 | 23         | -40        | CR              | 0               | 0               | -                  | -                  | -                  | -           | -           | -           | 23     | -40    |        |
| Totale Tenerife    | Totale Tenerife    | Totale Tenerife    | 35         | -52        |                 | 0               | 0               |                    | -                  | -                  |             | -           | -           | 35     | -52    |        |
| 1999-2000          | Real Oviedo        | PD                 | 0          | 0          | CR              | 2               | -1              | -                  | -                  | -                  | -           | -           | -           | 2      | -1     |        |
| 2000-2001          | Real Oviedo        | PD                 | 0          | 0          | CR              | 1               | -2              | -                  | -                  | -                  | -           | -           | -           | 1      | -2     |        |
| Totale Real Oviedo | Totale Real Oviedo | Totale Real Oviedo | 0          | 0          |                 | 3               | -3              |                    | -                  | -                  |             | -           | -           | 3      | -3     |        |
| 2001-2002          | Osasuna            | PD                 | 36         | -44        | CR              | 0               | 0               | -                  | -                  | -                  | -           | -           | -           | 36     | -44    |        |
| 2002-2003          | Osasuna            | PD                 | 5          | -12        | CR              | 5               | -6              | -                  | -                  | -                  | -           | -           | -           | 10     | -18    |        |
| Totale Osasuna     | Totale Osasuna     | Totale Osasuna     | 41         | -56        |                 | 5               | -6              |                    | -                  | -                  |             | -           | -           | 46     | -62    |        |
| Totale carriera    | Totale carriera    | Totale carriera    | 318        | -398       |                 | 29              | -30             |                    | 10                 | -11                |             | 0           | 0           | 357    | -439   |        |

### Allenatore
Statistiche aggiornate al 20 ottobre 2019.
| Stagione        | Squadra         | Campionato      | Campionato | Campionato | Campionato | Campionato | Coppe nazionali | Coppe nazionali | Coppe nazionali | Coppe nazionali | Coppe nazionali | Coppe continentali | Coppe continentali | Coppe continentali | Coppe continentali | Coppe continentali | Altre coppe | Altre coppe | Altre coppe | Altre coppe | Altre coppe | Totale | Totale | Totale | Totale | % vittorie | Piazzamento |
| Stagione        | Squadra         | Comp            | G          | V          | N          | P          | Comp            | G               | V               | N               | P               | Comp               | G                  | V                  | N                  | P                  | Comp        | G           | V           | N           | P           | G      | V      | N      | P      | %          |             |
| --------------- | --------------- | --------------- | ---------- | ---------- | ---------- | ---------- | --------------- | --------------- | --------------- | --------------- | --------------- | ------------------ | ------------------ | ------------------ | ------------------ | ------------------ | ----------- | ----------- | ----------- | ----------- | ----------- | ------ | ------ | ------ | ------ | ---------- | ----------- |
| 2010-2011       | Numancia        | SD              | 42         | 17         | 6          | 19         | CR              | 1               | 0               | 0               | 1               |                    |                    |                    |                    |                    |             |             |             |             |             | 43     | 17     | 6      | 20     | 39,53      | 10º         |
| 2017-2018       | Celta Vigo      | PD              | 38         | 13         | 10         | 15         | CR              | 4               | 2               | 1               | 1               |                    |                    |                    |                    |                    |             |             |             |             |             | 42     | 15     | 11     | 16     | 35,71      | 12º         |
| 2019-2020       | Girona          | SD              | 12         | 5          | 1          | 6          | CR              | 0               | 0               | 0               | 0               |                    |                    |                    |                    |                    |             |             |             |             |             | 12     | 5      | 1      | 6      | 41,67      | Eson.       |
| Totale carriera | Totale carriera | Totale carriera | 92         | 35         | 17         | 40         |                 | 5               | 2               | 1               | 2               |                    |                    |                    |                    |                    |             |             |             |             |             | 97     | 37     | 18     | 42     | 38,14      |             |

## Palmarès

### Giocatore

#### Competizioni nazionali
- Coppa di Spagna: 1

Barcellona: 1989-1990

#### Competizioni internazionali
- Coppa delle Coppe: 1

Barcellona: 1988-1989